# Vitali Gabnia
Vitali Gabnia (en abjasio: Виталик Виктор-иҧа Габниа; en ruso: Виталий Викторович Габния; Sujumi, 12 de junio de 1968) es un político abjasio, actual vicepresidente de la República de Abjasia desde el 25 de septiembre de 2014. Fue elegido junto con el presidente Raul Jadyimba tras la crisis política de 2014. Ambos lideraron la oposición al anterior presidente Alexander Ankvab.
Sirvió en el ejército soviético entre 1986 y 1989. Participó en la guerra contra Georgia de 1992-1993 en distintas unidades. Posteriormente estudió economía y jurisprudencia en la Universidad Estatal de Abjasia.
Fue elegido presidente de Aruaa, organización que nuclea a los veteranos de la guerra de 1992-1993, el 30 de julio de 2013, sucediendo al presidente interino Daur Achugba y luego de la renuncia del anterior presidente Vadim Smyr.